# Ван Логгем, Андрис
Ассер (Андрис) ван Логгем (нидерл. Asser "Andries" van Loggem; 18 сентября 1934, Амстердам — неизвестно) — нидерландский футболист, игравший на позициях полузащитника и защитник, выступал за клуб «Алкмар ’54».

## Биография
Родился в сентябре 1934 года в Амстердаме. Отец — Якоб ван Логгем, мать — Анна Мария Кригер. Родители были родом из Амстердама, они поженились в 1932 году — на момент женитьбы отец был рабочим, а мать была портнихой. В их семье воспитывалась ещё дочь Сара. Во время оккупации Нидерландов отец был членом Движения Сопротивления — в мае 1943 года он попал в концлагерь Вестерборк, а спустя два года умер в одном из лагерей Дахау. Дед по линии отца, Йонас ван Логгем, умер в концлагере Освенцим — у него было девять детей и только один сын пережил Холокост.
Футбольную карьеру начинал в клубе ХЕДВ. В январе 1956 года запросил перевод в «Аякс», но перешёл в новую команду лишь два года спустя. В сезоне 1958/59 играл за третий и второй состав «Аякса». В конце ноября 1958 года Футбольный союз Нидерландов дисквалифицировал ван Логгема на месяц за игру в корпоративном футболе.
В августе 1960 года стал игроком клуба «Алкмар ’54» из Алкмара, также как и его одноклубники по «Аяксу» Джон Фернхаут и Йохан Энгелсма. За клуб сыграл всего два официальных матча. В команде дебютировал 30 октября в матче Кубка Нидерландов против клуба КФК. В чемпионате Нидерландов дебютировал 11 декабря против «Энсхеде», сыграв на позиции защитника. Встреча завершилась победой его команды со счётом 2:1. По итогам чемпионата «Алкмар ’54» занял предпоследнее 17-место и выбыл в первый дивизион.
Женился в возрасте двадцати четырёх лет — его супругой стала 20-летняя Хендрика Кристенсия Арнолдина (Хенни) Сигнер, уроженка Гауды. Их брак был зарегистрирован 4 марта 1961 года в Амстердаме. В сентябре 1963 года родилась дочь Николе. В 1970 году эмигрировал с семьёй в швейцарский город Цуг, где основал ювелирную компанию A. van Loggem Diamantenhandel.